# I liga polska w piłce nożnej (1961)
I liga w piłce nożnej 1961 – 27. edycja najwyższych w hierarchii rozgrywek ligowych polskiej klubowej piłki nożnej.
Tytułu bronił Ruch Chorzów. Mistrzostwo zdobył Górnik Zabrze.
Absolutnymi beniaminkami były Stal Mielec i Zawisza Bydgoszcz.
| Poziomy rozgrywkowe w sezonie 1961 | Poziomy rozgrywkowe w sezonie 1961 | Poziomy rozgrywkowe w sezonie 1961 |
| Rozgrywki                          | P                                  | Nazwa                              |
| ---------------------------------- | ---------------------------------- | ---------------------------------- |
| Centralne                          | I                                  | I Liga                             |
| Centralne                          | II                                 | II Liga                            |
| Okręgowe (18 okręgów)              | III                                | Liga Okręgowa                      |
| Okręgowe (18 okręgów)              | IV                                 | A klasa                            |
| Okręgowe (18 okręgów)              | V                                  | B klasa                            |

## Tabela
| Msc. | Nazwa klubu           | M  | Zw.-Rem.-Por. | Pkt. | Bramki |
| 1    | Górnik Zabrze         | 26 | 19-5-2        | 43   | 73:18  |
| 2    | Polonia Bytom         | 26 | 14-7-5        | 35   | 53:29  |
| 3    | Legia Warszawa        | 26 | 13-6-7        | 32   | 51:35  |
| 4    | Wisła Kraków          | 26 | 12-8-6        | 32   | 42:35  |
| 5    | Ruch Chorzów          | 26 | 12-7-7        | 31   | 48:42  |
| 6    | Odra Opole            | 26 | 9-10-7        | 28   | 51:35  |
| 7    | Stal Sosnowiec        | 26 | 6-12-8        | 24   | 35:38  |
| 8    | Lechia Gdańsk         | 26 | 9-6-11        | 24   | 27:35  |
| 9    | ŁKS Łódź              | 26 | 8-6-12        | 22   | 32:39  |
| 10   | Lech Poznań (b)       | 26 | 8-6-12        | 22   | 27:40  |
| 11   | Cracovia (b)          | 26 | 9-3-14        | 21   | 41:44  |
| 12   | Stal Mielec (b)       | 26 | 8-5-13        | 21   | 34:45  |
| 13   | Polonia Bydgoszcz     | 26 | 8-3-15        | 19   | 36:69  |
| 14   | Zawisza Bydgoszcz (b) | 26 | 3-4-19        | 10   | 18:64  |

Legenda:
|     | Mistrz Polski     |
|     | Spadek do II ligi |
| (b) | Beniaminek        |

## Najlepsi Strzelcy
| Gole | Strzelcy         | Drużyny           |
| ---- | ---------------- | ----------------- |
| 24   | Ernest Pohl      | Górnik Zabrze     |
| 21   | Marian Norkowski | Polonia Bydgoszcz |
| 17   | Norbert Gajda    | Odra Opole        |

Wg 

## Klasyfikacja medalowa mistrzostw Polski po sezonie
Tabela obejmuje wyłącznie zespoły mistrzowskie.
|     | Klub             |   |   |   |
| --- | ---------------- | - | - | - |
| 1.  | Ruch Chorzów     | 9 | 2 | 4 |
| 2.  | Cracovia         | 5 | 2 | 2 |
| 3.  | Wisła Kraków     | 4 | 7 | 6 |
| 4.  | Pogoń Lwów       | 4 | 3 | 0 |
| 5.  | Górnik Zabrze    | 3 | 0 | 2 |
| 6.  | Warta Poznań     | 2 | 5 | 7 |
| 7.  | Legia Warszawa   | 2 | 1 | 4 |
| 8.  | Polonia Bytom    | 1 | 4 | 0 |
| 9.  | Polonia Warszawa | 1 | 2 | 2 |
| 10. | ŁKS Łódź         | 1 | 1 | 2 |
| 11. | Garbarnia Kraków | 1 | 1 | 0 |